# 扎里奇內 (科諾托普區)
51°17′52″N 33°47′19″E / 51.29778°N 33.78861°E
扎里奇內（羅馬化：Zarichne）是位於烏克蘭東北部的村莊，由蘇梅州科諾托普區的普蒂夫利市鎮負責管轄。該村分別距離科羅利基1公里和內恰伊夫卡6公里，處於謝伊姆河左岸，海拔高度129米，2001年人口559。